# Liberato Cacace
Liberato Gianpaolo Cacace (Wellington, 27 september 2000) is een Nieuw-Zeelands-Italiaans voetballer die sinds 2020 uitkomt voor Sint-Truidense VV. Cacace is een verdediger.

## Clubcarrière
Cacace begon zijn carrière bij Island Bay United. Hij werd er weggelukt door Wellington Phoenix FC, waar hij naast de jongste debutant in de clubgeschiedenis ook de jongste clubspeler werd die vijftig officiële wedstrijden in het eerste elftal speelde. Cacece voetbalde met Wellington Phoenix in de Australische A-League, waar hij op de radar kwam van Kevin Muscat. Muscat haalde de aanvallend ingestelde linkerverdediger naar Sint-Truidense VV, ondanks de interesse van twee clubs uit de Championship.

## Clubstatistieken
| Seizoen         | Club                  | Land                   | Competitie         | Competitie | Competitie | Beker | Beker | Supercup | Supercup | Internationaal | Internationaal | Totaal | Totaal |
| Seizoen         | Club                  | Land                   | Competitie         | Wed.       | Dlp.       | Wed.  | Dlp.  | Wed.     | Dlp.     | Wed.           | Dlp.           | Wed.   | Dlp.   |
| --------------- | --------------------- | ---------------------- | ------------------ | ---------- | ---------- | ----- | ----- | -------- | -------- | -------------- | -------------- | ------ | ------ |
| 2017/18         | Wellington Phoenix FC | Vlag van Nieuw-Zeeland | A-League           | 7          | 0          | 0     | 0     | —        | —        | —              | —              | 7      | 0      |
| 2018/19         | Wellington Phoenix FC | Vlag van Nieuw-Zeeland | A-League           | 26         | 1          | 1     | 0     | —        | —        | —              | —              | 27     | 1      |
| 2019/20         | Wellington Phoenix FC | Vlag van Nieuw-Zeeland | A-League           | 25         | 3          | 1     | 0     | —        | —        | —              | —              | 26     | 3      |
| 2020/21         | Sint-Truidense VV     | Vlag van België        | Jupiler Pro League | 27         | 0          | 1     | 0     | —        | —        | —              | —              | 28     | 0      |
| 2021/22         | Sint-Truidense VV     | Vlag van België        | Jupiler Pro League | 18         | 0          | 0     | 0     | —        | —        | —              | —              | 18     | 0      |
| Carrière totaal | Carrière totaal       | Carrière totaal        | Carrière totaal    | 103        | 4          | 3     | 0     | 0        | 0        | 11             | 1              | 106    | 4      |

Bijgewerkt op 27 december 2021.

## Interlandcarrière
Cacace maakte op 5 juni 2018 zijn interlanddebuut voor Nieuw-Zeeland tijdens een vriendschappelijke wedstrijd tegen Taiwan. Drie jaar later nam hij met zijn land deel aan de Olympische Zomerspelen 2020 in Tokio. Cacace stond in alle drie de groepswedstrijden (tegen Zuid-Korea, Honduras en Roemenië) in de basis, in de 2-3-nederlaag tegen Honduras kwam hij zelfs tot scoren. In de kwartfinale mocht hij ook starten tegen gastland Japan. In de strafschoppenserie werd zijn penalty gestopt door Kosei Tani, waarna Japan met 4-2 won.

## Familie
Cacace heeft naast de Nieuw-Zeelandse ook de Italiaanse nationaliteit. Zijn vader is afkomstig van Napels en zijn moeder van Sorrento, al is zij wel geboren in Nieuw-Zeeland. Ze kwamen elkaar tegen in Italië en verhuisden samen naar Nieuw-Zeeland, waar ze in Wellington een Italiaans restaurant openden.